# 모레아 원정
모레아 원정(Expédition de Morée)은 그리스 독립 전쟁 기간인 1828년부터 1833년까지 프랑스 육군이 펠로폰네소스반도에 상륙하여 오스만 제국과의 전쟁에 개입한 사건이다. 1825년 메솔롱기 함락 이후, 서유럽 열강들은 그리스 혁명주의자들 편에서 개입하기로 결정했다. 오스만 제국의 이집트 속주와 동맹국이었던 서유럽 열강들의 태도는 특별히 중요했다. 그들의 주요 목적은 점령지, 특히 펠로폰네소스반도에서 점령군이 철수하는 것을 유도하는 것이었다. 프랑스 왕국과 영국, 러시아 제국의 함대가 그리스로 파견되었고 1827년 10월 나바리노 해전에서 승리를 거두었다. 1828년 프랑스 원정군단이 남부 펠로폰네소스반도의 코로니에 상륙했다. 병사들은 이집트군의 철수할 때까지 10월 내내 반도에 정박했고, 오스만 제국군이 여전히 장악하고 있던 주요 거점을 통제하였다. 대부분의 군대는 1828년 말까지 프랑스로 돌아갔지만 1833년까지 프랑스군이 남아있었다.
나폴레옹 보나파르트가 이집트-시리아 원정을 감행할 때 프랑스 과학예술위원회가 동반되었던 것처럼, 모레아 과학원정대 역시 군대를 동반했다. 17명의 지식인이 여러 분야의 학문을 대표했다. 그들의 업적은 국가에 대한 증가하는 지식에 대한 중요성을 대변하고 있었다. 예를 들어 그들이 만든 지형도는 정확했다. 더 중요한 것은 아티키 주와 키클라데스 제도 등 펠로폰네소스반도에 위치한 유적들의 이론적 복구에 대한 그들의 측정, 소묘, 개요, 계획과 제안들은 고대 그리스의 유적들에 대한 체계적이고 철저한 기록의 시도였다. 모레아 원정과 이에 대한 출판은 방문한 지역에 대한 거의 완벽한 묘사를 제공했다. 그들은 지역을 알기 위해 방문한 사람들 중 단시간에 최고의 방법을 선보여준 과학적이고, 미적이며, 인간적인 조사를 만들어냈다.

## 배경

### 군사 및 정치 배경
1821년 그리스인들이 오스만의 지배에 맞서 반란을 일으켰다. 그들은 초기에 수많은 승리를 거두었고, 독립을 선언했다. 그러나 독립 선언이 유럽 국가들의 균형을 유지하고 변화를 거부하는 빈 회의와 신성 동맹에 모순되는 것이었기 때문에, 유럽의 다른 지역들과는 달리 신성 동맹은 자유주의적인 그리스 반군에 대한 개입을 시도하지 않았다.
신성 동맹의 정치적 기초를 설립한 오스트리아 제국의 재상이었던 클레멘스 폰 메테르니히는 그리스의 자유주의적이고 민족주의적인 봉기에 불만을 표했다. 그러나 유럽 내에서 또다른 신성 동맹 참여자였던 러시아 제국은 다르다넬스 해협과 보스포루스 해협을 차지하고 싶은 지정학적 이익과 동방 정교회라는 종교적 동질성으로 인해 반란을 호의적으로 보고 있었다. 신성 동맹의 활발한 참여국가였던 프랑스는 스페인 자유주의자들과 맞서 트로카데로 전투에서만 사웠지만 파리 정치가들은 자유주의적인 그리스 반군들이 기독교도임을 우선적으로 생각해 오스만 제국에 맞선 봉기를 새로운 십자군으로 보고 있었다. 영국의 경우 초기에 아서 웰즐리 경과 로버트 젱킨슨 총리가 오스만 제국의 통합성을 중시하여 개입에 반대했으나, 그리스 반란의 개입을 지지하는 조지 캐닝을 비롯한 휘그당이 정부를 이끌면서 그리스 반란군을 돕기로 결정했다.

외젠 들라크루아, 미솔롱기 유적에 감명을 받은 그리스. 이 그림은 서구의 많은 대중들이 그리스 독립에 개입해야 한다는 주장을 이끌게 하는데 중요한 역할을 했다.

그리스 반군의 승리는 단기간에 끝나고 말았다. 술탄은 무함마드 알리에게 도움을 요청했고, 알리는 아들 이브라힘 파샤를 데리고 함대와 8,000명의 이집트군을 이끌고 참전했다. 이집트군은 후에 25,000명의 병력으로 늘어난다. 이브라힘의 개입은 전쟁의 향방을 갈랐다. 1825년 펠로폰네소스반도가 함락된 것을 시작으로 1826년 메솔롱기가 함락되었고, 1827년 아테네가 항복했다. 그리스 민족주의자들은 나플리오, 마니반도, 히드라섬, 에기나에서 항전을 지속했다.
서유럽에서는 친그리스주의가 발현되고 있었다. 이것은 1827년 7월 런던 조약을 통해 실현되었으며, 프랑스, 러시아 제국, 영국은 그리스의 자치를 인정하며 오스만 제국이 그리스의 종주권을 가진다고 밝혔다. 열강 삼국은 오스만 제국이 조약을 받아들이도록 하기 위해 제한적인 개입을 허용했다. 삼국은 오스만 제국이 조약을 거부하자 함대를 이끌고 그리스로 갔으며, 이곳에서 오스만 제국 함대와 충돌했다. 이것이 나바리노 해전으로 오스만-이집트 함대는 삼국 연합함대에게 궤멸되었다.
1828년 이브라힘 파샤는 그 스스로가 어려운 상황에 놓여있음을 깨닫게 되었다. 나바리노 해전에서 자국 해군이 궤멸된 이후 삼국의 연합함대가 증파된 병력과 보급품을 차단하였음을 인지하였다. 설상가상으로 그의 알바니아 군대는 봉급이 오지 않자 테오도로스 콜로코트로니스의 그리스군의 보호를 받으며 알바니아로 돌아갔다. 1828년 8월 6일 이집트의 무함마드 알리와 영국 제독 에드워드 코드링턴은 알렉산드리아에서 회담을 가졌다. 이브라힘 파샤는 그의 이집트 군대를 철수시키고 펠로폰네소스반도를 몇몇 오스만 함대와 함께 떠났다. 하지만 이브라힘 파샤는 이미 성사된 회담을 거부하며 메세니아 현, 피로스, 파트라스를 비롯한 몇몇 거점을 유지하기를 희망했다. 그는 트리폴리의 조직적 파괴를 명령하기도 했다.
샤를 10세가 이끄는 프랑스 정부는 그리스 정책에 대해 회의감을 가지기 시작했다. 이브라힘 파샤가 니콜라 조제프 메조를 9월에 만났을 때, 그는 프랑스 정부의 애매모호함을 알게 되었다. 결국 친그리스 성향, 그리고 그 지역에서 일어난 일들로 인해 자유주의적인 동요가 프랑스 내부에서 형성되었다. 프랑스가 더욱 기다릴수록, 메테르니히의 위치만 더욱 확고해질 뿐이었다. 프랑스 정부는 영국에 육상 원정대를 제안했지만 직접적인 개입을 회피하던 영국은 이를 거절했다. 한편 러시아 제국이 오스만 제국에 전쟁을 선포하면서 전쟁이 발발했고, 이들의 군사적 승리는 러시아의 팽창적 남하를 두려워하던 영국을 불안하게 만들었다. 이로 인해 영국은 프랑스 단독의 개입은 반대하지 않게 되었다.

## 같이 보기
- 그리스 독립 전쟁
- 나바리노 해전
- 러시아-튀르크 전쟁 (1828년-1829년)